# Bubble Bobble 4 Friends
Bubble Bobble 4 Friends (バブルボブル 4 フレンズ?, Baburu Boburu 4 Furenzu) è un videogioco platform creato da Taito in Giappone e pubblicato da  ININ Games in tutto il mondo. Il gioco fa parte della serie arcade Bubble Bobble. La sua accoglienza è stata contrastante quando è uscito per la prima volta su Nintendo Switch, ma la versione per PlayStation 4 è stata accolta meglio un anno dopo.

## Trama
Una notte, la stanza di un bambino fu avvolta da una luce miracolosa e ogni oggetto sotto i suoi raggi prese improvvisamente vita, compreso il giocattolo preferito del bambino, il piccolo drago chiamato Bub.

## Modalità di gioco
Il gioco ha un gameplay simile ad altri titoli della serie. I personaggi sono modelli 3D, con solo lo sfondo in 2D. I giocatori controllano due draghi, Bub o Bob, che possono intrappolare i nemici in bolle e farle scoppiare per rimuoverli dallo schermo. Eliminando un nemico si genera un frutto che può essere raccolto come ricompensa per aumentare il punteggio del giocatore.
Il gioco contiene 50 livelli diversi che possono essere affrontati con due livelli di difficoltà. Per sbloccare il livello più difficile, il giocatore deve prima completare tutti i 50 livelli del livello normale. È incluso anche il gioco arcade originale Bubble Bobble, pubblicato nel 1986. Inoltre, è presente una funzionalità chiamata "Arcade of the Future", che può essere completata solo con dieci vite e senza continua. Consiste in 100 livelli (uno per ogni piano di una torre) che i giocatori possono completare completando il 100° piano.